# Lekanesphaera weilli
Lekanesphaera weilli är en kräftdjursart som först beskrevs av Elkaim 1967.  Lekanesphaera weilli ingår i släktet Lekanesphaera och familjen klotkräftor. Inga underarter finns listade i Catalogue of Life.